# Asota novohibernica
Asota novohibernica là một loài bướm đêm trong họ Erebidae.